# Cubaroides pilosus
Cubaroides pilosus là một loài chân đều trong họ Armadillidae. Loài này được Vandel miêu tả khoa học năm 1973.